# 樋口楓
樋口 楓（ひぐち かえで、英: Higuchi Kaede）は、ANYCOLOR株式会社のにじさんじに所属するバーチャルYouTuber、バーチャルライバー。あだ名は「でろーん」。キャラクターデザインはねづみどし。

## 概要・人物
誕生日は秘密。ファンネームは「楓組」。
VR（バーチャル）関西に住む高校2年生。長身でスタイルも抜群。幼い頃からトランペットが好きで、現在は吹奏楽部に所属している。オシャレをすること、猫と暮らすことが生きがい。好きなものについてもっと知ってほしくて、ライバー活動を始めた。配信では関西弁を多用している。人当たりがよく明るい性格で、主な活動場所はYouTube。配信スタイルは生放送がメイン。いちから（現：ANYCOLOR）製作のiPhone X用配信アプリ「にじさんじ」による2Dアバターを使用している。外部プラットフォームおよびイベントなどでは3Dアバターも使用する。
「でろーん」というあだ名は、授業中にでろーんとした姿で寝ていることから名付けられたという。また、挨拶として「でろーんでろーん こんでろーん!」を多く用いている。
歌唱力に一定の評価があり、視聴者から提供された楽曲は、にじさんじ所属ライバーの中では最多レベルである。上述の通りトランペットが吹けるため、自身のオリジナル楽曲にトランペットソロの音源を提供したこともある。また、自身が出演するライブにて演奏を行ったこともある。
好きなゲームはマビノギ。好きなアニメは極上生徒会、ラブライブ等で、アイドル声優が好き。好きな食べ物は牛たん、つぶ貝、マンゴー。趣味は音楽鑑賞。特技として優れた嗅覚を自称している。家族全員で広島東洋カープファン。カープの公式YouTubeチャンネル、著名人が歌うリレー映像2021『それ行けカープ 〜若き鯉たち〜』にも登場した。またカープとのコラボグッズも発売されている。
二次元と三次元の壁を壊したいと、よく配信やインタビューで口にしており、実際にそのような活動をしている。

## 来歴
バーチャルライバーとしてTwitterで最初の投稿をしたのが2018年の1月31日、YouTubeに最初の自己紹介動画を投稿したのは2月8日である。アーティストに憧れがあった彼女は、最初の自己紹介動画で将来の夢は生ライブと述べており、実際にそのおよそ1年後の2019年1月12日、初のソロライブ「Kaede Higuchi 1st Live “KANA-DERO”」がZepp Osaka Baysideで開催された。
2020年1月にランティスよりメジャーデビュー。同年3月25日にデビューシングル「MARBLE」が発売された。レーベル活動では、ラジオや楽曲などに力を入れており、多数の番組に出演を行っている。
2023年10月5日から11月中旬までは、声帯結節の手術のためライブ配信活動を一時休止し、動画投稿のみに活動を絞っていたが、同年11月19日に配信活動の再開を予告し、11月27日から本格的に活動を再開した。

## 交友関係
にじさんじ1期生の月ノ美兎と静凛とは、3人とも女子高生という共通点があることから「JK組」名義でコラボ配信などを定期的に行っている。月ノ美兎との組み合わせは「かえみと」と呼ばれ、にじさんじ内でも特に親密な関係を築いている。他のにじさんじ所属ライバーとも「でろもい（でろーんとモイラ）」「かえる（楓とエルフのえる）」コラボなどで親交がある。ほかにも、おめがシスターズ等にじさんじの内外を問わず、多くのYouTuberの配信や動画に出演している。

## 出演

### テレビ番組
テレビアニメ
- バーチャルさんはみている（2019年1月16日・2月27日、TOKYO MX）
- 100万の命の上に俺は立っている（2021年7月10日、TOKYO MXほか）[23]

レギュラー
- アニメノウタ（2023年2月4日 - 2024年3月30日、TOKYO MX） - MC[24]、2023年12月2日 - 2024年1月27日の間は欠席

ゲスト
- VIRTUAL BUZZ TALK!（2018年12月7日[25]・13日[26]・29日、TOKYO MX）
- のばん組（2019年1月25日、BS日テレ）[27]
- MUSIC B.B.（2020年3月30日 - 4月5日、TOKYO MX）[28]

単発放送番組
- NHKバーチャルのど自慢（2019年1月2日、NHK総合）[29]
- NHKバーチャル紅白歌合戦（2020年1月1日、NHK総合）[30]

### インターネットテレビ
レギュラー
- にじさんじのくじじゅうじ（2018年10月17日 - 2019年3月27日、AbemaTV ウルトラゲームス）[31]
- てぇてぇ家の2じ3じ（2021年3月1日 - 4月5日 dTVチャンネル（R）ひかりTVチャンネル+ 全6回） - 出演：樋口楓、天宮こころ、勇気ちひろ、共演：さらば青春の光（森田哲矢、東ブクロ）[32]

にじさんじ公式番組（YouTubeチャンネル配信）
2018年
- にじさん人狼（5月12日）
- にじさんじワードウルフ（7月1日）
- にじさんじものづくりゲーム（9月29日）
- にじさんじMIX UP!!（10月7日・2019年2月11日・3月11日・4月22日）
- たほいやゲーム（11月17日）
- リベンジハロウィン in cluster（11月17日）
- スマブラ78時間リレー生配信 その19（12月8日）

2019年
- 1周年鍋パーティー（2月9日）
- 【ニューエラコラボ】グッズデザイン授賞式（2月26日）
- 【裏にじさんじの日】3月2日も、2と3がつくのでなんかしらすることにしました。（3月2日）
- にじさんじ格付けチェック（5月12日）
- ハイクオリティモーキャプ機材お披露目配信（10月25日）
- ぷちさんじ（11月8日）

2022年
- 【#にじくじ2022】にじさんじのくじじゅうじ 一夜限りの復活SP!（2月3日）

### ラジオ
- にじさんじpresentsだいたいにじさんじのらじお（2019年10月6日、超!A&G+）[46]
- 亜咲花 Animetick Night（2020年3月21日、CBCラジオ）[47]
- 樋口楓の通学中に聴いてる、眠気ぶっ飛びアニソン!（2020年6月12日、note）[48]
- 樋口楓のマジでスマホに入ってるラブライブ!プレイリスト（2020年7月10日、MixBox）[49]
- 豊田穂乃花の「802 Palette」（2020年12月5日、FM802）[50]
- A&G ARTIST ZONE THE CATCH（2021年1月1日 - 2024年3月29日、超!A&G+） - 金曜日「樋口楓のTHE CATCH」パーソナリティ[51]
- 青春ラジメニア（ラジオ関西）
  - 「もえそんピックアップ」ナビゲーター（2021年7月3日 - 2022年3月26日）[52]
  - 「MLピックアップ」2022年4月 - 6月期コーナーパーソナリティ
- 樋口楓のこんな良い時間に何してんねん!（2024年4月7日（4月8日） - 、文化放送（超!A&G+））[53]

### ゲーム
- ブラック・サージナイト（2021年、本人役[54]）

### イベント
2018年
- 超バーチャルYouTu"BAR"@ニコニコ超会議2018[DAY2]（4月29日）
- VtuberLand開園プレミアムパーティー（9月17日）
  - VtuberLandにじさんじDays 特別ホールイベント（9月24日）

- ネット流行語100（12月14日）
- 樋口楓の放課後バーチャルトークショー（12月16日）
- Count0 年越しVR歌合戦イベント（12月31日）

2019年
- Kaede Higuchi 1st LIVE 「KANA-DERO」（1月12日、Zeep Osaka Bayside） - 共演：月ノ美兎、静凛、える
- アニメ総選挙2018年間大賞（1月13日）
- 樋口楓VRライブ「ReStartLine」（6月29日） - 共演：鈴鹿詩子
- 超V派对（7月14日） - 共演：静凛、艾因、琉绮
- 京都国際マンガ・アニメフェア2019（7月17日〜9月21日）
- FAVRIC（9月29日 幕張メッセ 9 - 10ホール）
- にじさんじ Music Festival -Powered by DMM music-（10月2日、幕張メッセ イベントホール）
- BILIBILI WORLD Vtuber stage（10月4日、上海新国際博覧中心）
- Virtual to LIVE in 両国国技館 2019（12月8日、両国国技館）

2020年
- にじさんじ JAPAN TOUR 2020 Shout in the Rainbow! 難波 追加公演（4月5日、難波 Zepp Namba 無観客）
- VTuber Fes Japan @ニコニコネット超会議2020（4月18日 ニコニコ生放送）
- Kaede Higuchi VR LIVE『Gekka-Bijin』（9月5日 VARK（VR）、ニコニコ生放送）
- Lantis & Purple One Star New Generation LIVE 2020（11月26日 MixBoxライブ配信）
- ヤシロ&ササキのレバガチャダイパン 〜みんなで行こうぜ社ん家〜（12月8日 KT Zepp Yokohama） - ゲスト出演
- Inui Toko 1st Solo Live “who i am”（12月10日 KT Zepp Yokohama） - ゲスト出演
- 第3回『Crazy Raccoon Cup Apex Legends』（12月27日 OPENREC）

2021年
- Virtual anisong power JAM!!! Produce By Lantis DAY3（1月11日 日清食品 POWER STATION REBOOT 共演：DJKG（影山ヒロノブ））Lantisアニソンオンラインライブ
- VTuber Fes Japan 2021 DAY1（1月30日 川口総合文化センター・リリア）
- Kaede Higuchi Live 2021 "AIM"（2月19日 TACHIKAWA STAGE GARDEN）ワンマンライブ
- にじさんじ Anniversary Festival 2021 前夜祭 feat.FLOW（2月26日 東京ビッグサイト）
- にじさんじ Anniversary Festival 2021（2月28日 東京ビッグサイト 無観客）
- V-Carnival（4月3日 SPWN（オンライン））
- VTuBandFest（6月5日 SPWN（オンライン）） - ゲスト出演
- VIRTUAL JAPAN CIRCUIT HIROSHIMA（6月19日 Streaming+（オンライン））
- にじさんじ AR STAGE “LIGHT UP TONES”（7月31日 ニコニコ生放送、ライブビューイング）
- Rin Shizuka Solo Event "Recollection"（9月11日 Zepp Nagoya、ニコニコ生放送） - ゲスト出演
- initial step in NIJISANJI（10月31日 ぴあありーなMM、ニコニコ生放送）
- SANRIO Virtual Fes in Sanrio Puroland B3-FUTURE STAGE DAY1（12月11日 オンライン）

2022年
- Higuchi Kaede VRLIVE "i^x=K"（6月25日 VARK、ニコニコ生放送）
- にじさんじ 4th Anniversary LIVE「FANTASIA」DAY1（9月30日 幕張メッセ） - 1月22日に開催予定だった分の振替公演

2024年
- 「ANISAMA V神 2024」（2024年12月15日、SPWN）

### MV
- HIMEHINA『愛包ダンスホール』（2023年12月）[90]

## キャラクターソング
2018年3月25日に「Hermony!!ワンコーラスVer.」が投稿されたのを皮切りに、他チャンネルでの投稿も含めて多数のオリジナル曲が投稿されている。全て本人の歌唱によるものだが、これらの楽曲は元々ニコニコ動画などの動画投稿サイトにファンが制作・投稿したものである。

### オリジナルソング
|    | 投稿日         | タイトル                      | 歌 | 楽曲製作者                                                                               | 備考 |
| -- | -------------- | ----------------------------- | --- | ---------------------------------------------------------------------------------------- | --- |
| 1  | 2018年 3月25日 | Hermony!!                     | 樋口楓 | くろゑ                                                                                   | 初のオリジナル楽曲。 ギターはうぉるによる演奏、トランペットは樋口本人による演奏である。                                        |
| 1  | 2018年 3月25日 | Hermony!!                     | Full ver.の投稿は2019年3月25日。Full ver.ではギター・トランペットが追加された。                                              |                                                                                          | |
| 2  | 3月27日        | Maple                         | 樋口楓 | ろくげん                                                                                 | 1stライブ「KANA-DERO」披露曲                                                                                                   |
| 3  | 3月31日        | 放課後Melty                   | 樋口楓 | かずぺそ                                                                                 | 2019年3月17日にリメイク曲である「放課後Memory」が公開。                                                                        |
| 4  | 5月11日        | Liver's High!!                | 樋口楓 | 原田 雄大                                                                                | |
| 5  | 6月5日         | 奏でろ音楽!!!                 | 樋口楓 | Biri                                                                                     | トランペットは樋口本人による演奏。 1stライブ「KANA-DERO」披露曲。                                                              |
| 5  | 6月5日         | 奏でろ音楽!!!                 | VR live ver.が同年6月12日に、Full ver.が同年12月10日にそれぞれ投稿された。 Full ver.ではトランペットの演奏が追加されている。 |                                                                                          | |
| 6  | 6月20日        | やきもち☆ハートブレイク       | 樋口楓 | たん♪                                                                                    | Full ver.のギターは鋼鉄兄貴によるものである。                                                                                  |
| 6  | 6月20日        | やきもち☆ハートブレイク       | Full ver.が2019年6月21日に投稿された。 ギターの演出が追加されている。                                                        |                                                                                          | |
| 7  | 7月4日         | キミの友達                    | 樋口楓 | VideoBoi                                                                                 | |
| 8  | 7月14日        | MapleDancer                   | 樋口楓 | かずぺそ                                                                                 | 同年11月24日に振付を披露。 月ノ美兎、えると共に振付作業を行った。 1stライブ「KANA-DERO」披露曲。 100万回再生達成。             |
| 9  | 8月10日        | 楓色の向こう                  | 樋口楓 | ehara                                                                                    | |
| 10 | 8月31日        | 月夜ノ空                      | 樋口楓 | けんまる                                                                                 | |
| 10 | 8月31日        | 月夜ノ空                      | Full ver.の投稿は2019年1月7日。                                                                                              |                                                                                          | |
| 11 | 9月7日         | 曇り空のフィルム              | 樋口楓 | VideoBoi                                                                                 | |
| 12 | 9月17日        | Dress me up!!                 | 樋口楓、静凛 | 作詞：のーむー 作曲・編曲：こーしー                                                      | 樋口と静の3Dモデル製作記念で投稿。 1stライブ「KANA-DERO」披露曲。                                                              |
| 13 | 9月30日        | dream triangle                | にじさんじJK組（月ノ美兎、樋口楓、静凛）                                                                                     | clocknote.                                                                               | 同年9月30日のREALITYにて初披露。1stライブ「KANA-DERO」披露曲。                                                                 |
| 13 | 9月30日        | dream triangle                | Full ver.の投稿は2019年2月15日。                                                                                             |                                                                                          | |
| 14 | 11月30日       | 焼森のファンファーレ          | 樋口楓 | かずぺそ                                                                                 | |
| 15 | 11月11日       | けろっぐふれっぐ!             | かえる（樋口楓、える） | coorin                                                                                   | 1stライブ「KANA-DERO」披露曲。                                                                                                 |
| 16 | 11月19日       | WISH!                         | 樋口楓 | senaru                                                                                   | 1stライブ「KANA-DERO」披露曲。                                                                                                 |
| 17 | 11月26日       | デロッパ!                     | 樋口楓 | コウテイ                                                                                 | |
| 18 | 12月24日       | 皐月の風                      | 樋口楓 | とぅくし                                                                                 | |
| 19 | 2019年 1月12日 | 響鳴                          | 樋口楓 | 作詞：磯田泰寛（KLab Sound Team） 作曲：塙大輝（KLab Sound Team）                        | 2018年12月31日 - 2019年1月1日の「COUNT0 Live」にてFull ver.初披露。 自身の1stライブ「KANA-DERO」にて披露し、同名のCDにも収録。 |
| 20 | 2019年 1月12日 | Brand-New LIVE                | 樋口楓 | 作詞：石川慧 作曲：ミディ                                                                | 自身の1stライブ「KANA-DERO」にて初披露し、同名のCDにも収録。                                                                   |
| 21 | 2019年 1月12日 | 楓色の日々、染まる季節        | 樋口楓 | かずぺそ                                                                                 | 自身の1stライブ「KANA-DERO」にて初披露し、同名のCDにも収録。                                                                   |
| 22 | 3月1日         | burning forest                | 樋口楓 | INN                                                                                      | |
| 23 | 3月17日        | 放課後Memory                  | 樋口楓 | かずぺそ                                                                                 | 樋口が2018年3月に投稿した「放課後Melty」のリメイク曲である。                                                                   |
| 24 | 3月30日        | BREAK THIS WALL feat.キツネDJ | 樋口楓 | キツネDJ                                                                                 | VTuber「キツネDJ」とのコラボ楽曲。 樋口の自己紹介を歌にしたものである。                                                        |
| 25 | 4月28日        | Red Star                      | 樋口楓 | 安芸章太郎                                                                               | |
| 26 | 6月29日        | ReStart Line                  | 樋口楓 | 作詞：かずぺそ/樋口楓 作曲：かずぺそ ベース：土井達也 ギター：ehara アレンジ：Senaru     | |
| 27 | 7月3日         | Summermagic                   | 樋口楓 | Senaru                                                                                   | |
| 28 | 8月1日         | 夕暮れリフレイン              | 樋口楓 | すずやみ                                                                                 | |
| 29 | 8月31日        | 君のこと                      | 樋口楓 | Senaru                                                                                   | |
| 30 | 9月15日        | 秋の笑い声                    | 樋口楓 | にせもの                                                                                 | オリジナル曲投稿30曲目。 |
| 31 | 9月22日        | アオハル                      | 月ノ美兎、樋口楓 作詞：のーむー 作曲：こーしー                                                                               |                                                                                          | |
| 32 | 10月3日        | 虹のキセキ                    | 樋口楓 | たなとす                                                                                 | |
| 33 | 11月3日        | MapleStep                     | 樋口楓 | かずぺそ                                                                                 | |
| 34 | 12月3日        | 東京アセンション              | 樋口楓 | くろつめ                                                                                 | |
| 35 | 12月7日        | Moment                        | 樋口楓 | 作詞：のーむー 作曲：こーしー ギター：Senaru、かずぺそ ベース：土井達也 ドラム：樋口幸佑 | |
| 36 | 2020年 1月2日  | ゲッカビジン                  | 樋口楓 | 作曲・作詞・編曲：うつしいろ ギター・編曲：Carnival                                      | |
| 37 | 2月28日        | マジ卍                        | 樋口楓 | 作曲・編曲：富山聖矢 作詞：V.Music ギター：しばやふみん                                  | |
| 38 | 6月25日        | フィクションなんて言わせない  | 樋口楓 | 作詞・作曲・編曲：かずぺそ ミックス：namekawa ベース：土井達也                           | |
| 39 | 12月31日       | I.M.                          | 樋口楓 | 作詞・作曲・編曲：かずぺそ                                                               | |
| 40 | 2021年 3月22日 | 花舞う日々に                  | 樋口楓 | 作詞・作曲：Senaru ベース：サナトリウム^q^ ドラム：シベリア                              | |

### コラボ楽曲
版権オリジナルの楽曲を掲載。
|   | 投稿日        | タイトル                          | 歌                         | 楽曲製作者                | 備考                                                           |
| - | ------------- | --------------------------------- | -------------------------- | ------------------------- | -------------------------------------------------------------- |
| 1 | 2018年7月20日 | ハイカラ浪漫 武道館ライブMix ver. | 樋口楓、ミディ（コーラス） | 作曲：ミディ 作詞：石川慧 | 2018年4月20日に行われた配信で披露。 YouTubeへの投稿は7月24日。 |
| 2 | 2019年3月20日 | BOYS&GIRLS 3.0 feat.樋口楓        | 樋口楓                     | キツネDJ                  | VTuber キツネDJによるコラボ楽曲第1弾。                         |

## ディスコグラフィ

### シングル
|     | 発売日        | タイトル                | 規格品番                                     | 収録曲 | オリコン 最高位 | 備考 |
| --- | ------------- | ----------------------- | -------------------------------------------- | --- | --------------- | --- |
| 1st | 2020年3月25日 | MARBLE                  | LACM-34976 初回限定盤LACM-14976 通常盤       | 全3曲 - MARBLE 作詞：平朋崇（First Call） / 作曲・編曲：光増ハジメ（First Call） - Sugar Shack 作詞：平朋崇（First Call） / 作曲・編曲：光増ハジメ（First Call） - For you 作詞：樋口楓とみんな / 作曲：影山ヒロノブ / 編曲：太田雅友（SCREEN mode）                     | 15位            | MARBLE 音楽番組『JAPAN COUNTDOWN』 2020年3月期エンディングテーマ                                                         |
| 2nd | 2021年8月25日 | Baddest                 | LACM-34125 初回限定盤LACM-24125 通常盤       | 全3曲 - Baddest 作詞：RUCCA / 作曲・編曲：光増ハジメ（First Call） - Sting or stung 作詞：平朋崇（First Call） / 作曲・編曲：えとゆま - ikiteku. 作詞：安藤紗々 / 作曲：手島涼太 / 編曲：PandaBoY                                                                        | 35位            | Baddest TVアニメ『100万の命の上に俺は立っている』第2シーズンOPテーマ。 7月10日より先行配信中。                           |
| 3rd | 2022年11月9日 | ビューティーMYジンセイ! | LACM-34318 初回生産限定盤LACM-24318 通常盤   | 全3曲 - ビューティーMYジンセイ! 作詞：安藤紗々 / 作曲：光増ハジメ（First Call） / 編曲：PandaBoY - WIN-WIN HALLOWEEN 作詞：松井洋平 / 作曲・編曲：光増ハジメ（First call） - 響鳴（2022 Ver.） 作詞：磯田泰寛（KLab Sound Team） / 作曲・編曲：塙大輝（KLab Sound Team） | -位             | ビューティーMYジンセイ! テレビ東京系『量産型リコ -プラモ女子の人生組み立て記-』主題歌。 8月4日より表題曲のみ先行配信中。 |
| 4th | 2023年9月6日  | 三D                     | LACM-34433 初回限定盤LACM-24433 通常盤       | 全3曲 - Bravery? Naturally? 作詞：RUCCA / 作曲・編曲：光増ハジメ - ぶっ飛んでラニカイ 作詞：安藤紗々 / 作曲・編曲：光増ハジメ - Around the bizarre world 作詞：松井洋平 / 作曲・編曲：光増ハジメ                                                                         | 23位            | |
| 5th | 2025年1月29日 | Yummy Yummy             | LACM-34649 初回限定盤LACM-24649 通常盤       | 全3曲 - Yummy Yummy 作詞・作曲：山田智和・Yo-SK / 編曲：白戸佑輔 - あのね、ぼくね。 作詞：rino / 作曲・編曲：光増ハジメ - 愛My距離感 作詞：rino / 作曲・編曲：星銀乃丈                                                                                                   | 23位            | AT-X他 アニメ『日本へようこそエルフさん。』エンディングテーマ。                                                          |
| 6th | 2025年8月20日 | CALLING†                | LACM-24699 アーティスト盤LACM-24700 アニメ盤 | |                 | テレビ東京系アニメ「転生したら第七王子だったので、気ままに魔術を極めます」第2期オープニングテーマ。                      |

### 配信限定シングル
| 発売日        | タイトル                    | 備考                                                                                     |
| ------------- | --------------------------- | ---------------------------------------------------------------------------------------- |
| 2022年3月26日 | イロドレ・ファッショニスタ! |                                                                                          |
| 2023年3月31日 | Around the bizarre world    |                                                                                          |
| 2023年6月30日 | ぶっ飛んでラニカイ          |                                                                                          |
| 2023年7月17日 | Bravery? Naturally?         |                                                                                          |
| 2023年10月3日 | SUPER DUPER                 |                                                                                          |
| 2024年4月2日  | キュンリアス                | テレビアニメ『転生したら第七王子だったので、気ままに魔術を極めます』オープニングテーマ。 |
| 2024年8月1日  | アイムホーム！              | テレビ東京系ドラマ『量産型リコ -最後のプラモ女子の人生組み立て記-』オープニングテーマ。  |

### アルバム
|     | 発売日         | タイトル  | 規格品番                                                                          | 収録曲 | オリコン 最高位 | 備考 |
| --- | -------------- | --------- | --------------------------------------------------------------------------------- | --- | --------------- | --- |
| 1st | 2020年12月16日 | AIM       | LACA-15846 通常盤LACA-35845 完全生産限定盤（CD+BD）LACA-35846 初回限定盤（CD+BD） | 全12曲 - アンサーソング 作詞：平朋崇（FirstCall） / 作曲・編曲：光増ハジメ（FirstCall） - ステレオアイデンティティ 作詞：宮嶋淳子 / 作曲：光増ハジメ（FirstCall） / 編曲：DJ WILDPARTY、彦田元気 - Be Myself 作詞：結城アイラ / 作曲・編曲：山本玲史 - FRONTIER 作詞：平朋崇（FirstCall） / 作曲・編曲：光増ハジメ（FirstCall） - Q 作詞・作曲・編曲：みきとP - アブノーマルガール 作詞・作曲：ナナヲアカリ / 編曲：加藤祐介 - TOBI-DERO! 作詞：金子麻友美 / 作曲：光増ハジメ（FirstCall） / 編曲：EFFY（FirstCall） - たこ焼きロック 作詞・作曲・編曲：みの - mìmì 作詞：ぽん（ORESAMA） / 作曲・編曲：伊藤賢 - 現代社会、ヒロインは! 作詞：安藤紗々 / 作曲：光増ハジメ（FirstCall） / 編曲：PandaBoY - Victory West! 作詞：樋口楓 / 作曲：ZAQ / 編曲：EFFY（FirstCall） - MARBLE 作詞：平朋崇（FirstCall） / 作曲・編曲：光増ハジメ（FirstCall） | 23位            | Q e-sports大会「AKIHABARA KANDAMYOUJIN GAMES」テーマ。 FRONTIER 音楽番組『CDTVサタデー』2021年1月度エンディングテーマ。 |
| 2nd | 2024年10月9日  | GAME GIRL | LACA-25110 通常盤LACA-35110 初回限定盤（CD+グッズ）                               | 全13曲 - キュンリアス 作詞：安藤紗々 / 作曲・編曲：光増ハジメ - ぶっ飛んでラニカイ 作詞：安藤紗々 / 作曲・編曲：光増ハジメ - Bravery? Naturally? 作詞：RUCCA / 作曲・編曲：光増ハジメ - Baddest 作詞：RUCCA / 作曲・編曲：光増ハジメ - Feel it now 作詞：瀬戸美夜子 / 作曲・編曲：ミヤジマユースケ(SUPA LOVE) - MML 作詞：樋口楓 / 作曲・編曲：光増ハジメ - Take My Chance（樋口楓Ver.） 作詞・作曲・編曲：湯原聡史 - ビューティーMYジンセイ！ 作詞：安藤紗々 / 作曲：光増ハジメ / 編曲：PandaBoY - Around the bizarre world 作詞：松井洋平 / 作曲・編曲：光増ハジメ - 野球讃歌 作詞・作曲：Gen(THE GELUGUGU) / 編曲：THE GELUGUGU - Reset and... 作詞：RUCCA / 作曲・編曲：馬渕直純 - こんな良い時間に何してんねん！ 作詞：るいまる / 作曲：パーミー / 編曲：ビバラッシュ - アイムホーム！ 作詞：安藤紗々 / 作曲：光増ハジメ / 編曲：PandaBoY     | 36位            | |

### 参加作品
| 発売日         | 商品名                                                  | 歌唱者 | 楽曲                               | 備考                                                     |
| -------------- | ------------------------------------------------------- | --- | ---------------------------------- | -------------------------------------------------------- |
| 2019年4月24日  | IMAGINATION vol.1                                       | 樋口楓 | 「だってアタシのヒーロー。」       | VTuberコンビネーションアルバム。                         |
| 2019年4月24日  | IMAGINATION vol.1                                       | 樋口楓、ときのそら、おめがシスターズ、える、虹河ラキ、ドーラ、緑仙、ロボ子さん、かしこまり、燦鳥ノム、天神子兎音、月ノ美兎、富士葵          | 「プレパレード」                   | VTuberコンビネーションアルバム。                         |
| 2019年8月20日  | Virtual to LIVE                                         | 樋口楓、月ノ美兎、静凛、える、剣持刀也、森中花咲、シスター・クレア、緑仙、ドーラ、本間ひまわり、鷹宮リオン、ジョー・力一                    | 「Virtual to LIVE」                | 「にじさんじ」1周年記念楽曲。                            |
| 2019年11月27日 | にじさんじMusic MIX UP!!                                | にじさんじJK組（樋口楓、月ノ美兎、静凛） | 「Dive with me!!!」                | 『にじさんじ』×DMM musicコラボ楽曲。                     |
| 2020年3月18日  | SMASH The PAINT!!                                       | 樋口楓 | 「Only」                           | 『にじさんじ』オリジナルフルアルバム。                   |
| 2020年8月26日  | 10th Anniversary Original & Best ALBUM 羞恥心に殺される | 樋口楓 | 「神のまにまに」                   | れるりりアルバム・ボーカルベスト参加曲。                 |
| 2021年2月25日  | PALETTE 002 – 虹色のPuddle                              | 樋口楓、剣持刀也、笹木咲、葛葉、鷹宮リオン、緑仙、加賀美ハヤト、三枝明那、星川サラ、シェリン・バーガンディ、フレン・E・ルスタリオ、夜見れな | 虹色のPuddle                       | 「にじさんじ」3周年記念楽曲。                            |
| 2021年2月25日  | PALETTE 002 – 虹色のPuddle                              | 樋口楓、剣持刀也、笹木咲 | 虹色のPuddle                       | 3人毎に分けたバージョンの内、本人参加のもの。            |
| 2021年11月3日  | 1 ∞ color                                               | 樋口楓、月ノ美兎、静凛、える、勇気ちひろ、鈴谷アキ、モイラ、渋谷ハジメ                                                                      | 「1 ∞ color」                      | 1期生8人によるカバーソングミニアルバム。                 |
| 2021年11月3日  | 1 ∞ color                                               | 樋口楓、月ノ美兎 | 「拝啓ドッペルゲンガー（cover）」  | 1期生8人によるカバーソングミニアルバム。                 |
| 2022年2月3日   | "LIGHT UP TONES" Live Album                             | 樋口楓、緑仙 | IKIJIBI（LIVE 2021/7/31）          | にじさんじで開催されたのライブ「LIGHT UP TONES」の音源。 |
| 2022年2月3日   | "LIGHT UP TONES" Live Album                             | 緑仙、町田ちま、レヴィ・エリファ | カナリヤ鳴く空（LIVE 2021/7/31）   | 歌唱ではなく、トランペット演奏による参加。               |
| 2022年2月3日   | "LIGHT UP TONES" Live Album                             | 樋口楓、緑仙、花畑チャイカ、町田ちま、ジョー・力一、夢追翔、レヴィ・エリファ、加賀美ハヤト                                                  | Wonder NeverLand（LIVE 2021/7/31） |                                                          |

### カバー楽曲
インターネット上で公開されているカバー楽曲。
|    | 公開日         | タイトル                       | 歌 | 原曲製作/歌唱者                                                                   | 備考                                                                                              |
| -- | -------------- | ------------------------------ | --- | --------------------------------------------------------------------------------- | ------------------------------------------------------------------------------------------------- |
| 1  | 2018年 7月5日  | Mr.Music                       | 月ノ美兎、樋口楓、静凛、える、鈴谷アキ、モイラ、勇気ちひろ、渋谷ハジメ                                                                                       | れるりり、ロンチーノ=ペペ、かごめP                                                | にじさんじ1期生全員での歌唱。                                                                     |
| 2  | 8月30日        | 夜咄ディセイブ                 | 樋口楓、かしこまり | じん                                                                              | 「にじさんじ」所属ライバーと他事務所所属のVTuberによるコラボ。                                    |
| 3  | 10月8日        | PLATONIC GIRL                  | 樋口楓、ロボ子さん | みきとP                                                                           | 「にじさんじ」所属ライバーと他事務所所属のVTuberによるコラボ。                                    |
| 4  | 10月29日       | Happy Halloween                | 樋口楓、ロボ子さん | Junky                                                                             | 「にじさんじ」所属ライバーと他事務所所属のVTuberによるコラボ。                                    |
| 5  | 10月29日       | WINDING ROAD                   | 樋口楓、おめがシスターズ（おめがレイ、おめがリオ） | 絢香、コブクロ                                                                    | 「にじさんじ」所属ライバーと他事務所所属のVTuberによるコラボ。                                    |
| 6  | 2019年 1月1日  | SEVENTH HAVEN                  | 樋口楓、天神子兎音 | Tokyo 7th シスターズ                                                              | 「にじさんじ」所属ライバーと他事務所所属のVTuberによるコラボ。                                    |
| 7  | 1月14日        | 打上花火                       | 樋口楓、天神子兎音 | DAOKO、米津玄師                                                                   | 「にじさんじ」所属ライバーと他事務所所属のVTuberによるコラボ。                                    |
| 8  | 2月13日        | バレンタイン・キッス           | 樋口楓、シスター・クレア、因幡はねる、響木アオ、YuNi | 国生さゆり with おニャン子クラブ                                                  | 「にじさんじ」所属ライバーと他事務所所属のVTuberによるコラボ。                                    |
| 9  | 5月4日         | 鬼KYOKAN                       | 樋口楓、ロボ子さん | じーざす                                                                          | 「にじさんじ」所属ライバーと他事務所所属のVTuberによるコラボ。                                    |
| 10 | 5月5日         | 一心不乱                       | 樋口楓、ロボ子さん | 梅とら                                                                            | 「にじさんじ」所属ライバーと他事務所所属のVTuberによるコラボ。                                    |
| 11 | 5月10日        | Blow out                       | 樋口楓 | 鈴木このみ                                                                        | テレビアニメ『ロクでなし魔術講師と禁忌教典』OP。                                                  |
| 12 | 5月26日        | 赤い罠（who loves it?）        | 樋口楓 | LiSA                                                                              | カバーにあたり、オケ作成とMixににじさんじ所属の夢追翔が、リードギターにVTM HIMARIが携わっている。 |
| 13 | 6月2日         | 花ハ踊レヤいろはにほ           | 本間ひまわり、樋口楓、闇夜乃モルル、夕陽リリ、森中花咲 | 畑亜貴 田中秀和（MONACA）                                                         | ワンコーラスVer.。 テレビアニメ『ハナヤマタ』OP。                                                 |
| 14 | 6月7日         | ゾンビ・ディスコティーク       | 樋口楓 | デスおはぎ                                                                        |                                                                                                   |
| 15 | 6月10日        | ロキ                           | 月ノ美兎、樋口楓 | みきとP                                                                           |                                                                                                   |
| 16 | 6月17日        | 偶然天使                       | 月ノ美兎、樋口楓、静凛、える、勇気ちひろ | 極上生徒会執行部                                                                  | テレビアニメ『極上生徒会』ED。                                                                    |
| 17 | 7月12日        | 絶望レストラン                 | 月ノ美兎、樋口楓、久遠千歳、雨森小夜 | 只野菜摘 橋本由香利                                                               | テレビアニメ『懺・さよなら絶望先生』ED。                                                          |
| 18 | 7月27日        | ヤンキーボーイ・ヤンキーガール | 樋口楓、剣持刀也、轟京子、三枝明那、葛葉、久遠千歳 | トーマ                                                                            |                                                                                                   |
| 19 | 8月8日         | ただ君に晴れ                   | 樋口楓 | ヨルシカ                                                                          |                                                                                                   |
| 20 | 9月3日         | エル・タンゴ・エゴイスタ       | 樋口楓、鈴谷アキ、森中花咲、夕陽リリ、剣持刀也、ギルザレンIII世                                                                                              | nyanyannya                                                                        |                                                                                                   |
| 21 | 9月11日        | Cagayake!GIRLS                 | 童田明治 掛け声：樋口楓、本間ひまわり、シスター・クレア | 桜高軽音部「Cagayake!GIRLS」                                                      | テレビアニメ『けいおん!』OP。 樋口は掛け声で参加している。                                        |
| 22 | 10月19日       | シリウス                       | 樋口楓 | 藍井エイル                                                                        | テレビアニメ『キルラキル』OP。                                                                    |
| 23 | 12月10日       | soldier game                   | 樋口楓、リゼ・ヘルエスタ、竜胆尊 | 作詞：畑亜貴 作曲・編曲：若林充                                                   | 『ラブライブ!』のトリオシングルより。                                                             |
| 24 | 12月22日       | 紅白応援V                      | 樋口楓、リゼ・ヘルエスタ、森中花咲、アンジュ・カトリーナ、勇気ちひろ、静凛、魔界ノりりむ、鈴原るる、童田明治、御伽原江良、笹木咲、シスタークレア、鷹宮リオン | 作詞・作曲：BNSI（佐藤貴文） 編曲：BNSI（kyo）                                    | 『THE IDOLM@STER PLATINUM MASTER ENCORE 紅白応援V（ビクトリー）』より。                           |
| 25 | 12月23日       | シスターセクトルージュ         | 樋口楓、夕陽リリ、ギルザレン三世 | 作詞・作曲：nyanyannya                                                            |                                                                                                   |
| 26 | 12月26日       | CITRUS                         | 樋口楓、鈴谷アキ | 作詞・作曲：Orangestar                                                            |                                                                                                   |
| 27 | 12月27日       | Cutie Panther                  | 樋口楓、リゼ・ヘルエスタ、竜胆尊 | 作詞：畑亜貴 作曲：佐々木裕、渡辺和紀                                             | 『ラブライブ!』のユニットシングル。                                                               |
| 28 | 12月29日       | クラブ=マジェスティ            | 樋口楓、鈴谷アキ、森中花咲、夕陽リリ、剣持刀也、ギルザレン三世                                                                                               | 作詞・作曲：nyanyannya                                                            |                                                                                                   |
| 29 | 12月30日       | Q                              | 樋口楓、剣持刀也、轟京子、三枝明那、葛葉、雨森小夜 | 作詞・作曲：椎名もた                                                              |                                                                                                   |
| 30 | 2020年 2月9日  | 僕たちはひとつの光             | 樋口楓、える、静凛、渋谷ハジメ、鈴谷アキ、月ノ美兎、モイラ、勇気ちひろ                                                                                       | 作詞：畑亜貴 作曲：ZAQ、本田光史郎                                                |                                                                                                   |
| 31 | 2月17日        | daze                           | 樋口楓 | 作詞・作曲：じん                                                                  |                                                                                                   |
| 32 | 3月18日        | ふわふわ時間                   | 樋口楓、童田明治 | 桜高軽音部                                                                        |                                                                                                   |
| 33 | 3月27日        | 冬がくれた予感                 | 樋口楓、リゼ・ヘルエスタ、竜胆尊 | 作詞：畑亜貴 作曲：佐伯高志、渡辺和紀                                             |                                                                                                   |
| 34 | 5月3日         | 一度だけの恋なら               | 樋口楓、リゼ・ヘルエスタ、竜胆尊、鈴原るる、戌亥とこ | 作詞：唐沢美帆、加藤裕介 作曲・編曲：加藤裕介                                     |                                                                                                   |
| 35 | 6月1日         | Angelic Angel                  | 樋口楓、リゼ・ヘルエスタ、竜胆尊 | 作詞：畑亜貴 作曲：森慎太郎 編曲：倉内達矢                                        | 劇場版『ラブライブ!The School Idol Movie』の挿入歌。                                              |
| 36 | 6月6日         | サイレントマジョリティー       | 樋口楓、月ノ美兎、静凛、夕陽リリ、赤羽葉子、本間ひまわり、鈴原るる                                                                                           | 作詞：秋元康 作曲：バグベア 欅坂46                                                |                                                                                                   |
| 37 | 6月15日        | ワンルームシュガーライフ       | 樋口楓 | 作曲：ナユタン星人 作詞：ナユタン星人、ナナヲアカリ                               |                                                                                                   |
| 38 | 7月18日        | LONELIEST BABY                 | 樋口楓、リゼ・ヘルエスタ、竜胆尊 | 作詞：畑亜貴 作曲：倉内達矢                                                       |                                                                                                   |
| 39 | 8月13日        | Mermaid festa vol.1            | 樋口楓、リゼ・ヘルエスタ、竜胆尊 | 作詞：畑亜貴 作曲：俊龍                                                           |                                                                                                   |
| 40 | 8月17日        | MOON PRIDE                     | 樋口楓、朝ノ瑠璃、戌亥とこ、白上フブキ、宝鐘マリン | ももいろクローバーZ 作詞・作曲・編曲：Revo                                        |                                                                                                   |
| 41 | 8月22日        | Secret base〜君がくれたもの〜  | 樋口楓、桜凛月 | ZONE 作詞・作曲：町田紀彦                                                         |                                                                                                   |
| 42 | 9月25日        | 輪!Moon!dass!cry!              | 樋口楓、月ノ美兎、静凛 | 田中望（赤崎千夏）、菊池茜（戸松遥）、鷺宮しおり（豊崎愛生） 作詞・作曲：山崎真吾 | JK組としてのコラボ歌唱。 TVアニメ『女子高生の無駄づかい』OP。                                     |
| 43 | 10月31日       | Trouble Busters                | 樋口楓、リゼ・ヘルエスタ、竜胆尊 | 作詞：畑亜貴 作曲：佐々倉有吾                                                     |                                                                                                   |
| 44 | 12月16日       | ダイヤモンドプリンセスの憂鬱   | 樋口楓、リゼ・ヘルエスタ、竜胆尊 | 作詞：畑亜貴 作曲：吉田勝弥                                                       |                                                                                                   |
| 45 | 2021年 1月14日 | 左耳                           | 樋口楓 | クリープハイプ 作詞・作曲：尾崎世界観                                             |                                                                                                   |
| 46 | 1月17日        | 錯覚CROSSROADS                 | 樋口楓、リゼ・ヘルエスタ、竜胆尊 | 作詞：畑亜貴 作曲：川崎里実                                                       |                                                                                                   |
| 47 | 2月27日        | mind as Judgment               | 樋口楓 | 飛蘭 作詞：畑亜貴 作曲：上松範康                                                  | TVアニメ『CANAAN』OP。                                                                            |
| 48 | 5月4日         | ヒアルロンリーガール           | 樋口楓、相羽ういは、健屋花那、魔界ノりりむ、白雪巴、ドーラ                                                                                                   | ZOC                                                                               |                                                                                                   |
| 49 | 5月5日         | Make debut!                    | 樋口楓、ニュイ・ソシエール、ドーラ、リゼ・ヘルエスタ、本間ひまわり、笹木咲                                                                                   |                                                                                   |                                                                                                   |
| 50 | 5月24日        | PSYCHIC FIRE                   | 樋口楓、リゼ・ヘルエスタ、竜胆尊 | 作詞：畑亜貴 作曲：森慎太郎                                                       |                                                                                                   |
| 51 | 6月1日         | 回レ!雪月花                    | 樋口楓、神楽めあ、星川サラ | 歌組雪月花                                                                        | TVアニメ『機巧少女は傷つかない』EDテーマ。                                                        |
| 52 | 7月1日         | 三原色                         | 樋口楓、月ノ美兎 、静凛 | YOASOBI                                                                           |                                                                                                   |
| 53 | 7月3日         | メンタルチェンソー             | 樋口楓、星川サラ | P丸様。                                                                           |                                                                                                   |